# Lladorre
Lladorre è un comune spagnolo di 238 abitanti situato nella comunità autonoma della Catalogna.

## Stemma
Scudo coronato: Nel sinoplio, uno scrigno d'argento accompagnato da un vassoio d'oro alla destra e da 3 palle d'oro a banda alla sinistra del tronco. Per timbre, una corona muraria di città.